# La Sarre (Quebec)
La Sarre é uma cidade localizada no sudoeste da província de Quebec, no Canadá. É a cidade mais populosa e sede do Município Regional Abitibi-Ouest.